# Ruta Provincial 23 (Santa Cruz)
La Ruta Provincial 23 es una carretera de Argentina que comienza en la Ruta Nacional 40 al sudoeste de la provincia de Santa Cruz. Su recorrido total es de 124 kilómetros, siendo los primeros 87 km de asfalto y luego 37 km de ripio. Tiene como extremos la Ruta Nacional 40 al sudeste y el Lago del Desierto en el noroeste.
La ruta bordea la costa norte del Lago Viedma, siendo esta el único acceso por tierra a la localidad de El Chaltén. Para acceder al lago del Desierto, la ruta ingresa al parque nacional Los Glaciares bordeando el Río de las Vueltas.